# Ingeborg Pedersdotter
Ingeborg Pedersdotter, född 1647, död 1682, var en kvinna som avrättades för häxeri. Hon var en av de sista som avrättades för häxeri i Sverige.
Ingeborg var från Lillpite och hade påsken 1678 anställts som tjänare av prästen Daniel Offerdalin och hans fru Brita Jacobsdotter Wagnstadius i Arvidsjaur. 
Hon anklagades för stöld då tre garnnystan försvann, och sade då under ett gräl med pigan Anna att hon skulle: "märka det finger och den näsa och sätta en levande orm i det livet" tillsammans med "trollkarlen" Hans Friare, en same i Arjeplog, på den som tagit nystanen. Prästfrun, Brita hittade sedan nystanen i en bod, där hon själv hade glömt dem. Brita fick sedan utslag på näsan, fingret och invärtes smärtor: hon anklagade Ingeborg för att ha "förgjort" henne och dog 3 december 1680. Pastorn stämde då Ingeborg för att ha orsakat hustruns död med hjälp av magi. 
17 februari 1682 ställdes Ingeborg inför lagmanstinget lett av kronobefallningsmannen Ægidius Otto och dömdes till döden genom halshuggning. Hovrätten och kung Karl XI fastställde domen och landshövding Clerck gav sedan order om att domen skulle verkställas vilket den troligtvis gjorde omkring den 9 juli. Samerna Hans Friare och Lars Nilsson stämdes också, men friades.